# 善現天
善現天（ぜんげんてん　梵：Sudassā）は、三界のうち、色界18天の下位から数えて第16番目の天。色界第四禅の一つで、五浄居天の第3番目の天。
この天は、善妙の果報が現れるので、善現天と名づく。
『雑阿毘曇心論』『彰所知論』は、この天での天部の身長が4,000由旬、寿命が4,000劫とする。また『仏説立世阿毘曇論』は、寿命を2,000小劫とする。
上部の善見天と下部の無熱天の間に位置する天。